# 幸田フミ
幸田 フミ（こうだ ふみ）は日本のファッションブランドのデザイナー、ITコンサルティング会社経営者、著者。岸本裕史の姪。

## 概要
パーソンズ美術大学卒業。ニューヨークのファッションマーケティング会社にウェブデザイナーとして勤務し、大手ブランドのウェブサイト制作やファッション系ポータルサイトの運営などを手がけた。
帰国後ウェブデザイン会社を創業。多岐にわたる業界のウェブサイト制作をはじめ、プロモーションの企画やソーシャルメディア活用の提案など、企業のウェブマーケティング全般に携わっている。
2010年よりIT関連の書籍を上梓。2011年の東日本大震災を機に有志とともに特定非営利活動法人BLUE FOR JAPANを設立。2016年に副代表に就任。児童養護施設の児童を支援している。
2016年に株式会社FUMIKODAを設立。ビジネスバッグブランドFUMIKODAのクリエイティブディレクターを務め、日本の工芸品を用いたバッグをデザインから製造販売まで手掛けている。近年ではバイオマスやリサイクル素材を使用した環境に配慮した製品をプロデュースしている。

## 著書
- 幸田 フミ『手帳なんていらない ソーシャルネットワーク時代の情報整理術』　かんき出版、2010年。
- 幸田 フミ、ゆーなぎじゅん『マンガでよくわかる 大人のSNS入門 ITオンチ脱出大作戦』　かんき出版、2016年。
- 武下 真典、幸田 フミ『はじめてのIoTプロジェクトの教科書』　クロスメディアパブリッシング、2016年。